# Ruda Śląska
Ruda Śląska [Ruda ɕlɔska] là một thành phố ở Silesia, miền nam Ba Lan, gần Katowice. Nó là bộ phận của Liên minh đô thị Thượng Silesia, một vùng đô thị với dân số 2 triệu người. Nó nằm ở Tây Nguyên Silesia, bên sông Kłodnica (nhánh của sông Oder).
Thành phố này thuộc tỉnh Silesia kể từ khi hình thành năm 1999. Trước đây, nó đã thuộc tỉnh Katowice, và trước đó nữa là một phần của tỉnh tự trị Silesian. Ruda Śląska là một trong những thành phố trong khu vực đô thị Katowice (dân số 2.700.000 người) và trong vòng một khu vực đô thị lớn hơn Silesia (dân số 5.294.000 người), dân số của thành phố là 143.583 (Tháng 6 năm 2009). 